# Ministrowie obrony Danii

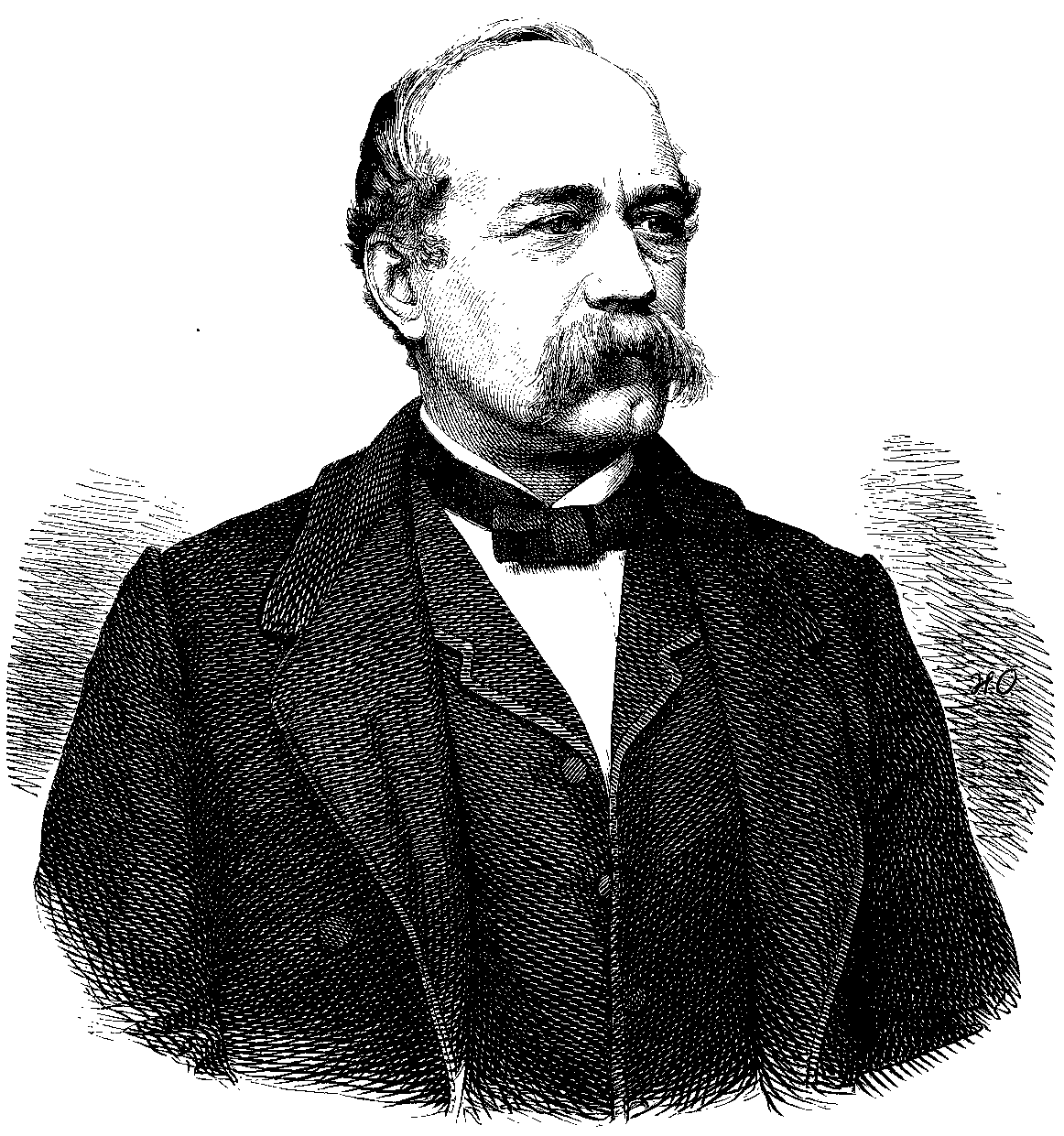
Valdemar Rudolph von Raasløff

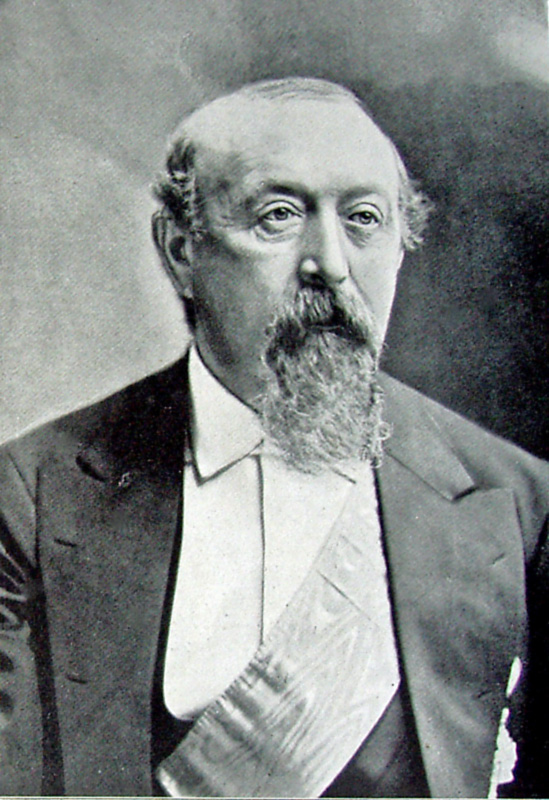
Christian Emil Krag-Juel-Vind-Frijs

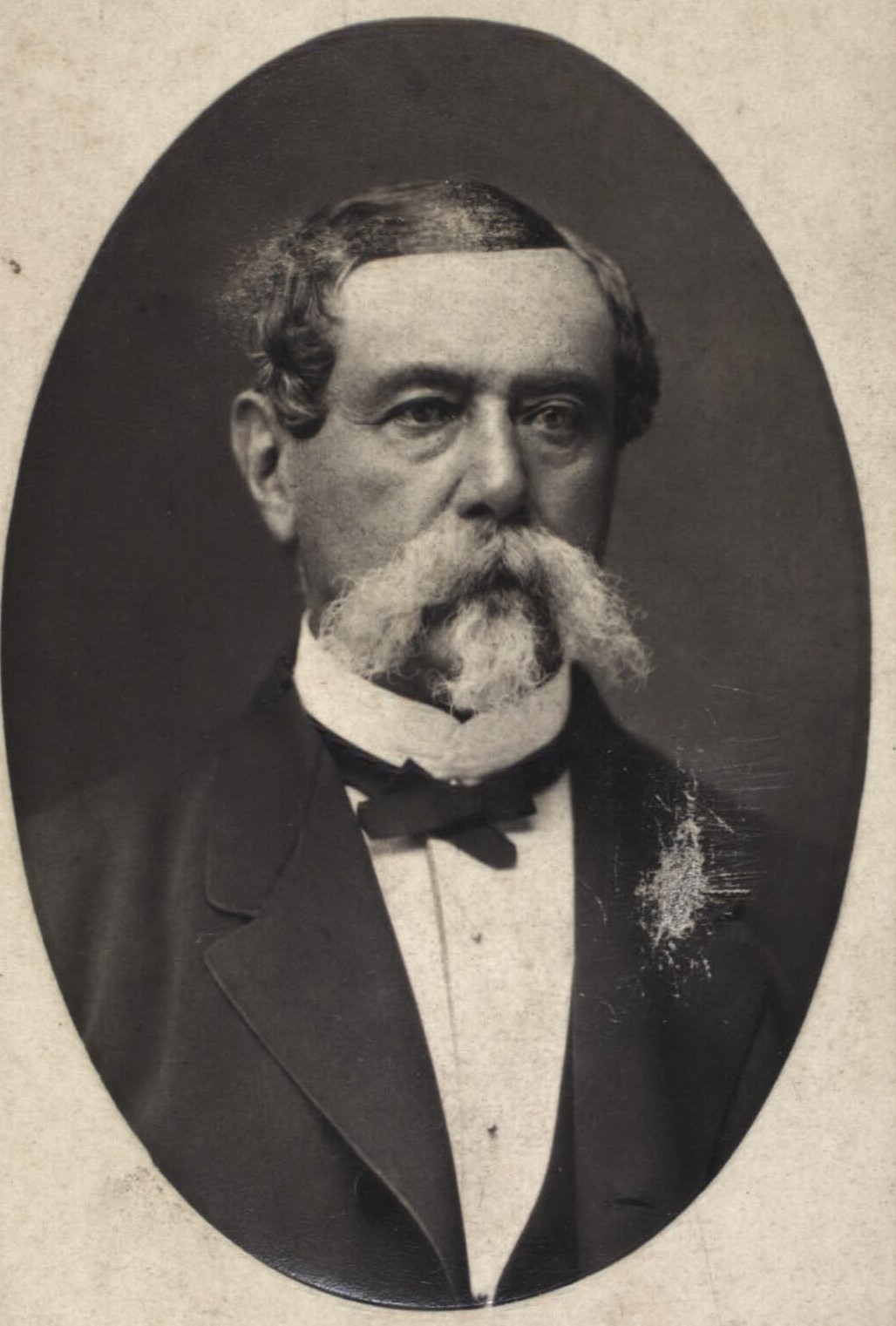
Wolfgang Haffner

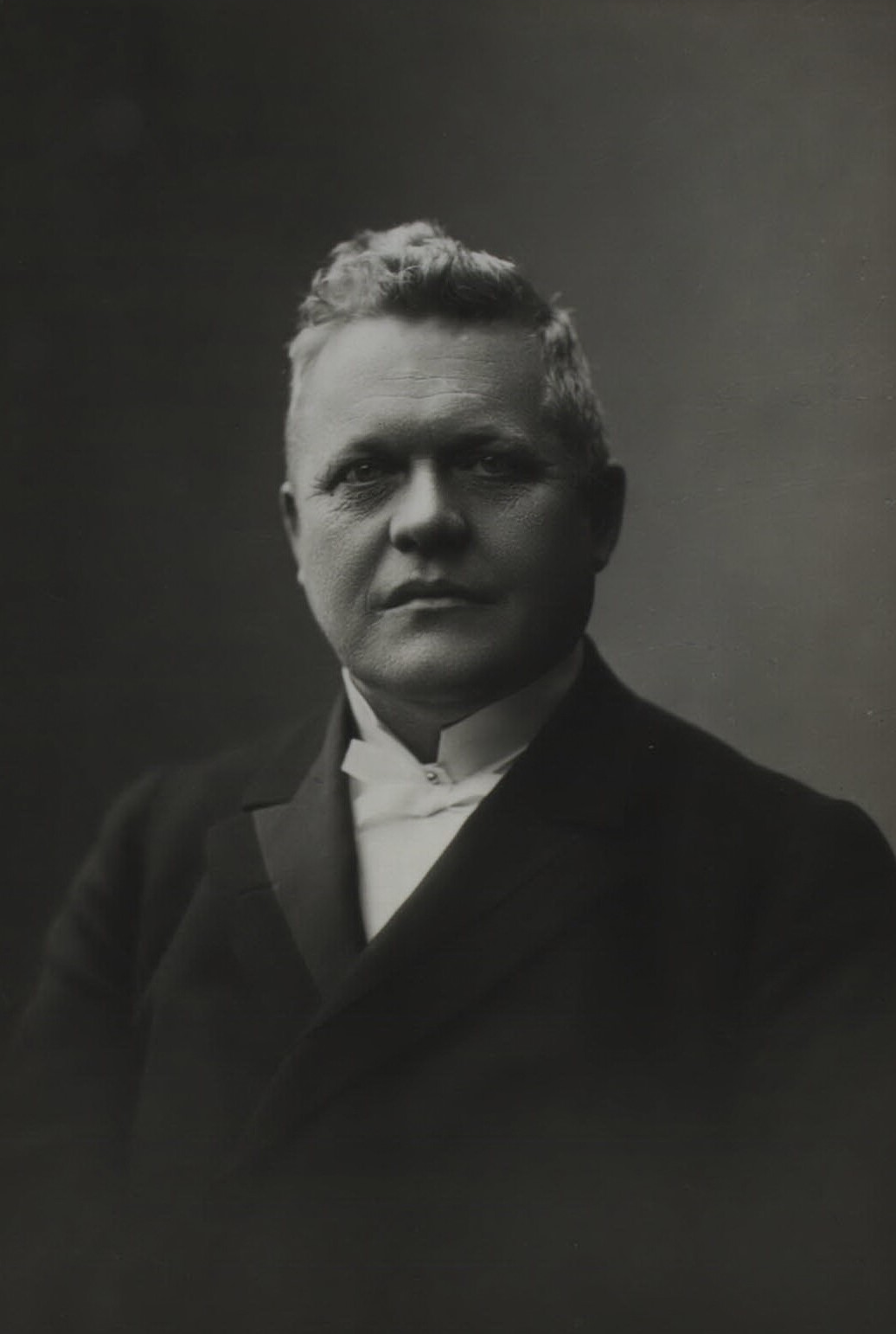
Jens Christian Christensen

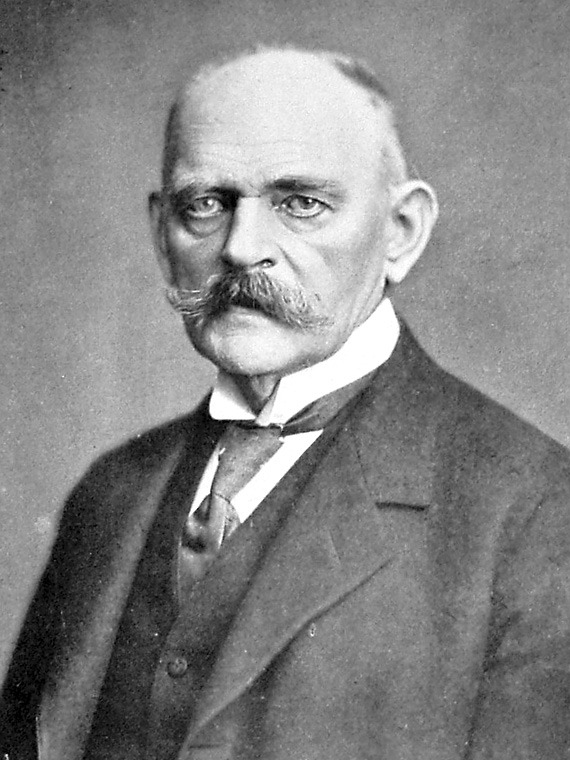
Niels Neergaard

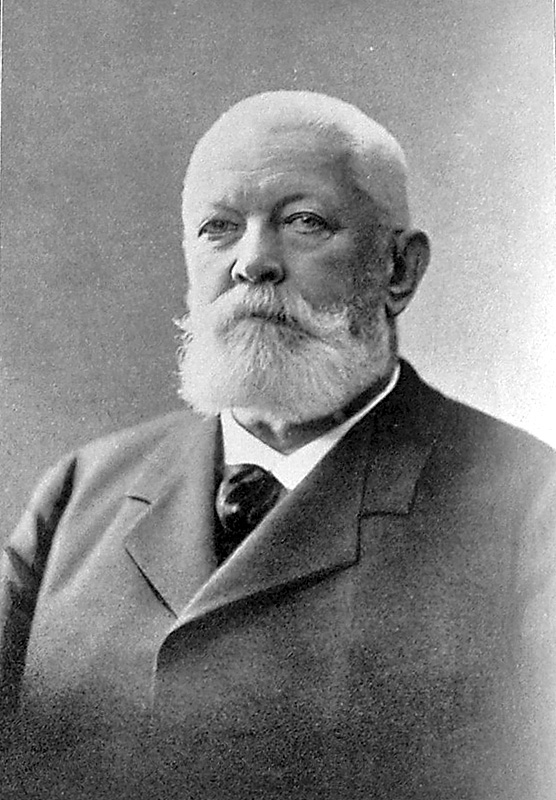
Ludvig Holstein-Ledreborg

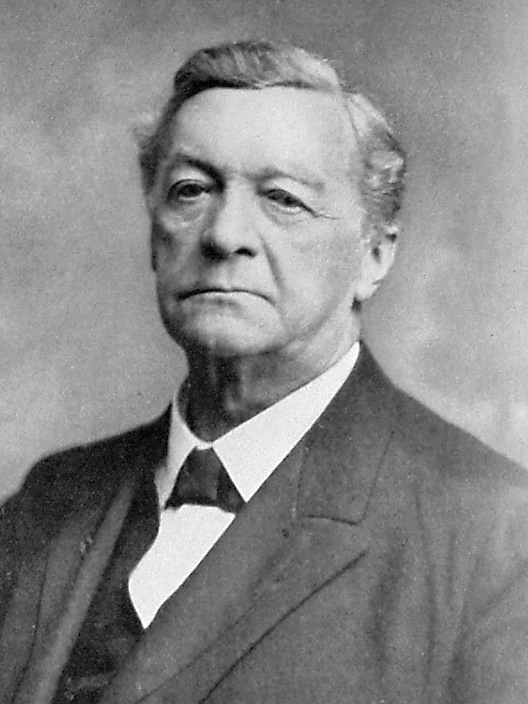
Klaus Berntsen

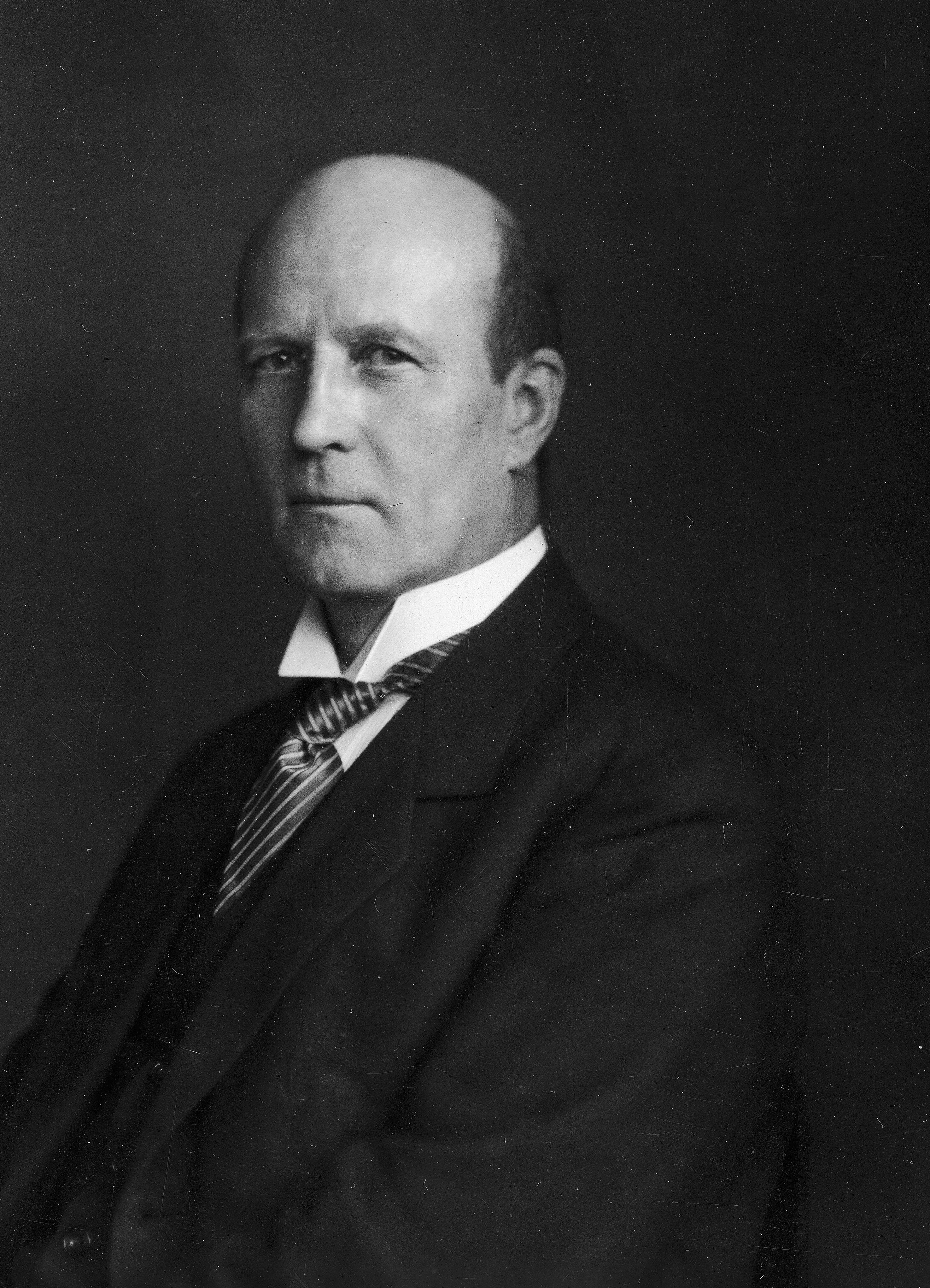
Peter Rochegune Munch

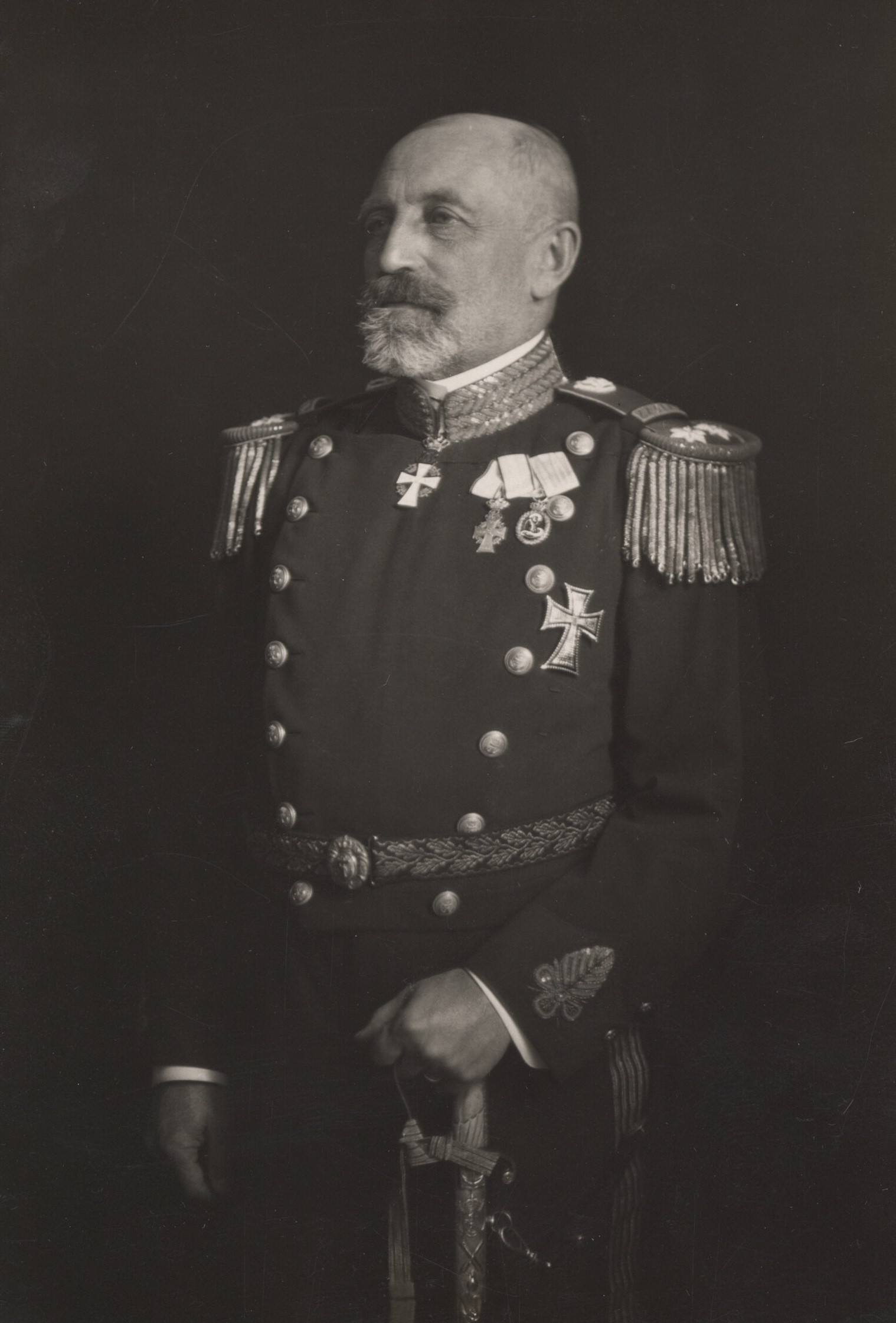
Henri Konow

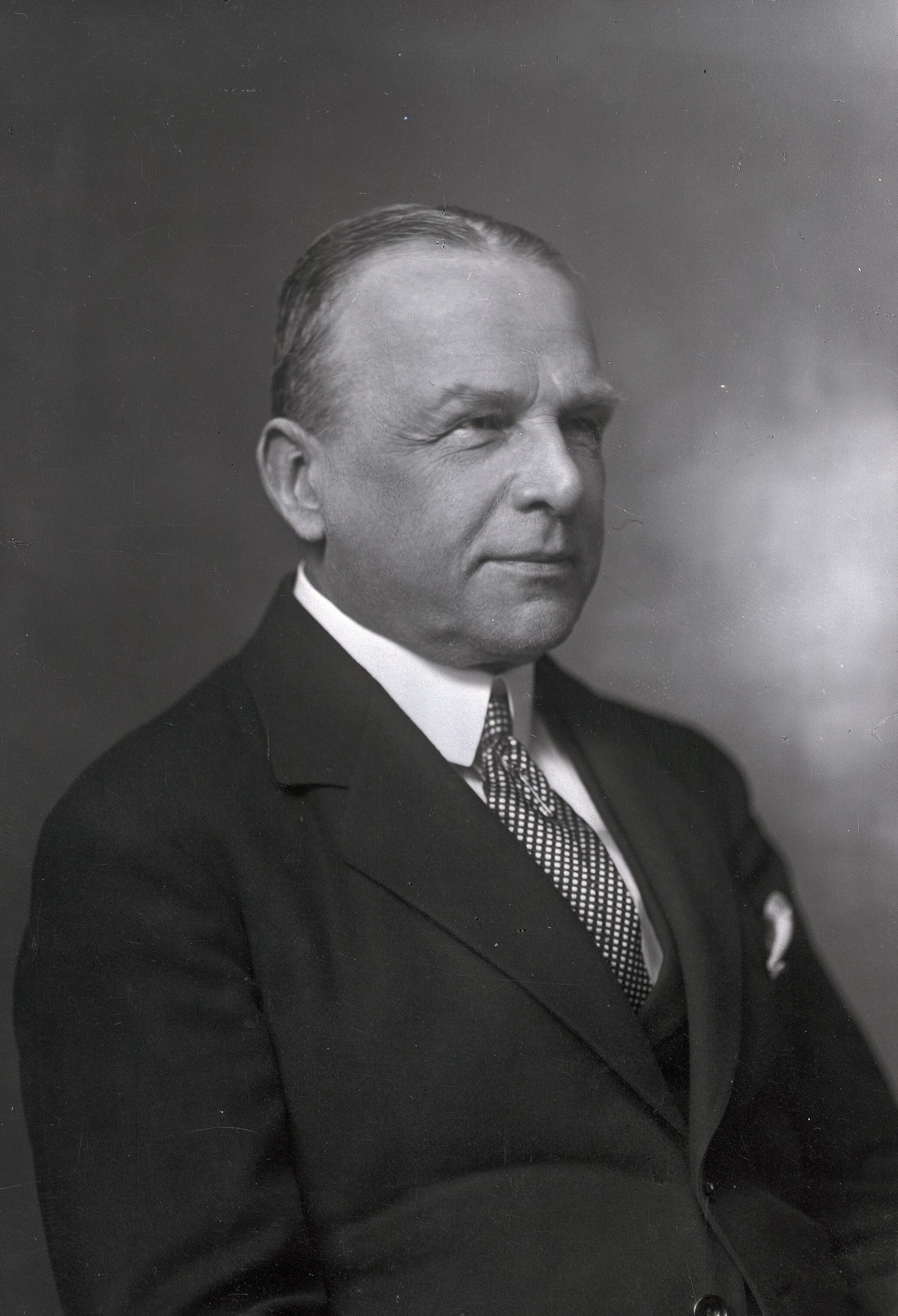
Michael Pedersen Friis

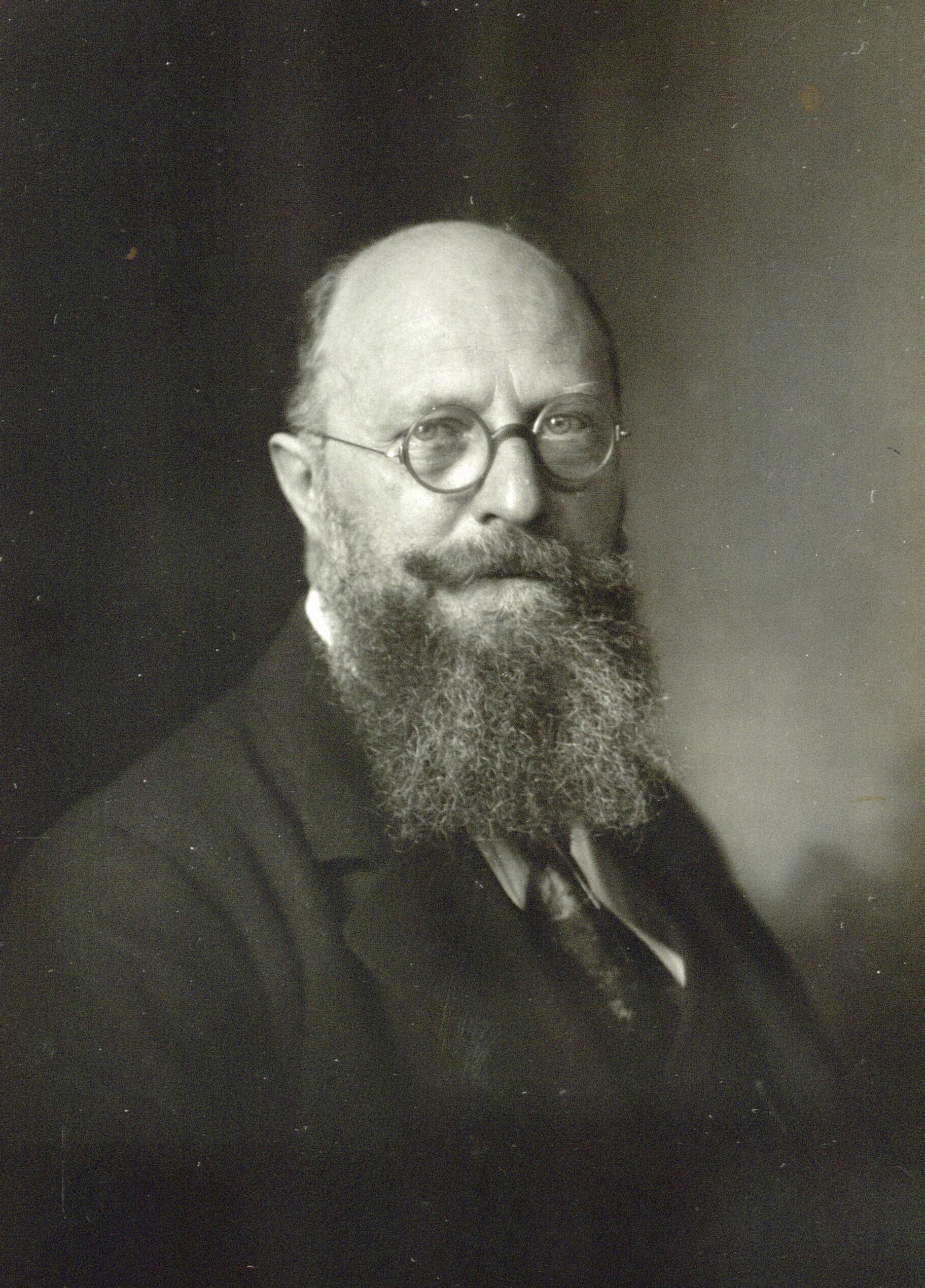
Thorvald Stauning

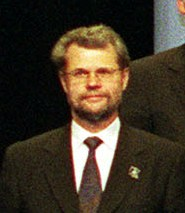
Hans Haekkerup

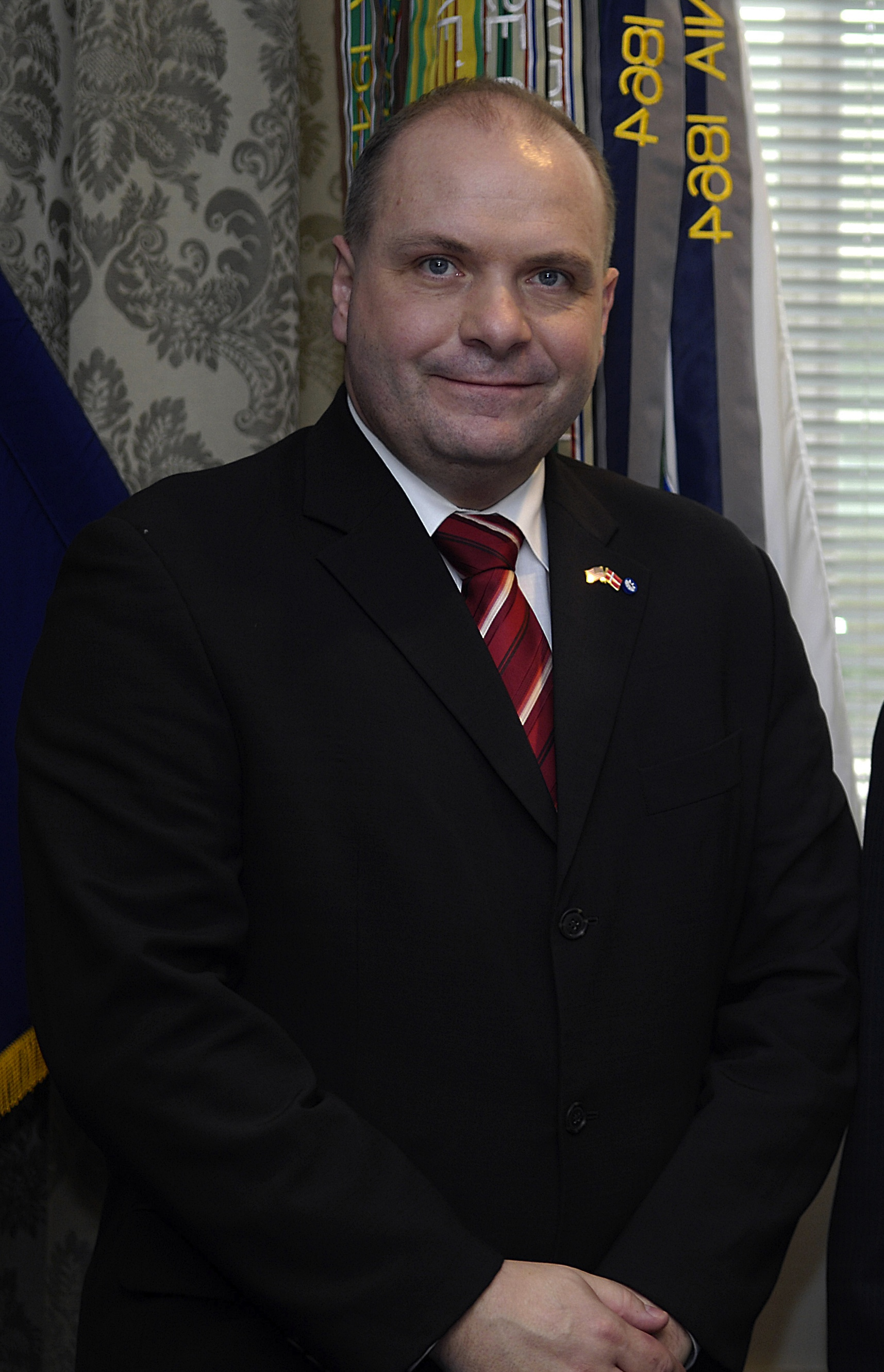
Søren Gade

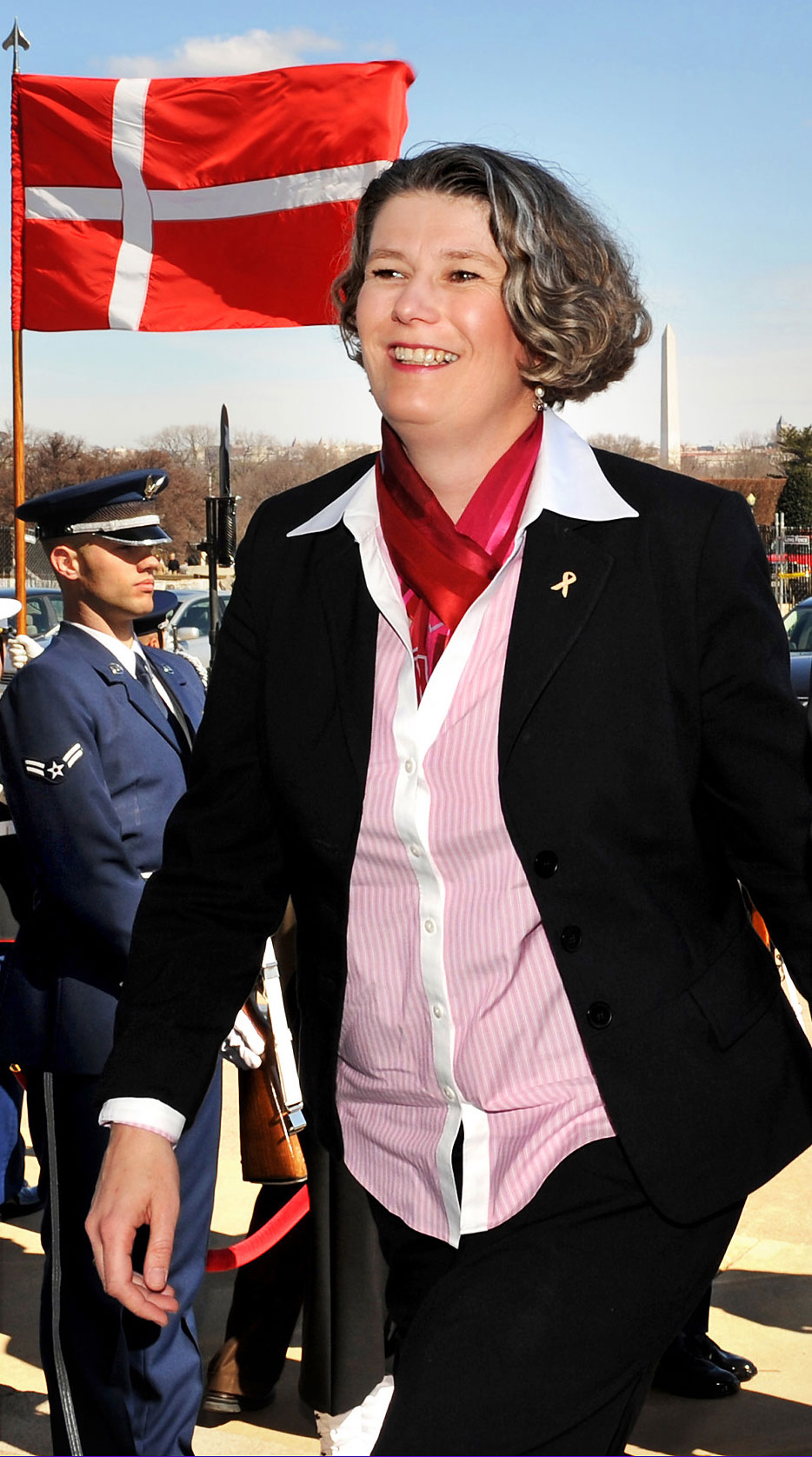
Gitte Lillelund Bech

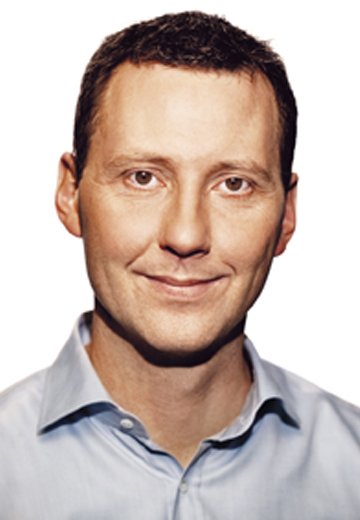
Nick Hækkerup

## Ministrowie wojny (1848–1905)
| Od                   | Do                   | Minister wojny                                    | Lata życia |
| -------------------- | -------------------- | ------------------------------------------------- | ---------- |
| 22 marca 1848        | 16 listopada 1848    | Anton Frederik Tscherning (bezpartyjny)           | 1795–1874  |
| 16 listopada 1848    | 13 lipca 1851        | Christian Frederik von Hansen (bezpartyjny)       | 1788–1873  |
| 13 lipca 1851        | 18 października 1851 | Jacob Scavenius Fibiger                           | 1793–1861  |
| 18 października 1851 | 27 stycznia 1852     | Carl Julius Flensborg                             | 1804–1852  |
| 27 stycznia 1852     | 12 grudnia 1854      | Christian Frederik von Hansen                     | 1788–1873  |
| 12 grudnia 1854      | 25 maja 1856         | Matthias Lüttichau                                | 1795–1870  |
| 25 maja 1856         | 2 grudnia 1859       | Carl Christian Lundbye                            | 1812–1873  |
| 2 grudnia 1859       | 31 sierpnia 1863     | Hans Nicolai Thestrup                             | 1794–1879  |
| 13 sierpnia 1863     | 18 maja 1864         | Carl Christian Lundbye (bezpartyjny)              | 1812–1873  |
| 18 maja 1864         | 11 lipca 1864        | Christian Emilius Reich (bezpartyjny)             | 1822–1865  |
| 11 lipca 1864        | 6 listopada 1865     | Christian Frederik von Hansen                     | 1788–1873  |
| 6 listopada 1865     | 1 października 1866  | Johan Waldemar Neergaard                          | 1810–1879  |
| 14 października 1866 | 19 kwietnia 1870     | Valdemar Rudolph von Raasløff (bezpartyjny)       | 1815–1883  |
| 19 kwietnia 1870     | 28 maja 1870         | brak (Christian Emil Krag-Juel-Vind-Frijs)        | 1817–1896  |
| 28 maja 1870         | 23 grudnia 1872      | Wolfgang von Haffner (bezpartyjny)                | 1810–1887  |
| 23 grudnia 1872      | 14 lipca 1874        | Christian Albert Frederik Thomsen (bezpartyjny)   | 1827–1896  |
| 14 lipca 1874        | 26 lipca 1874        | Niels Frederik Ravn (bezpartyjny)                 | 1826–1910  |
| 26 lipca 1874        | 11 czerwca 1875      | Peter Frederik Steinmann (bezpartyjny)            | 1812–1894  |
| 11 czerwca 1875      | 11 lipca 1875        | brak                                              |            |
| 11 lipca 1875        | 28 lipca 1877        | Wolfgang von Haffner (bezpartyjny)                | 1810–1887  |
| 28 lipca 1877        | 4 stycznia 1879      | Johan Christopher Frederik Dreyer (bezpartyjny)   | 1814–1898  |
| 4 stycznia 1879      | 1 kwietnia 1881      | Vilhelm Frederik Ludvig Kauffmann                 | 1821–1892  |
| 1 kwietnia 1881      | 12 września 1884     | Niels Frederik Ravn                               | 1826–1910  |
| 12 września 1884     | 7 sierpnia 1894      | Jesper Jespersen von Bahnson                      | 1827–1909  |
| 7 sierpnia 1894      | 25 kwietnia 1896     | Christian Albert Frederik Thomsen                 | 1827–1896  |
| 25 kwietnia 1896     | 23 maja 1897         | Johan Gustav Frederik Schnack bezpartyjny         | 1839–1920  |
| 23 maja 1897         | 28 sierpnia 1899     | Christian Frederik Frands Elias Tuxen bezpartyjny | 1837–1903  |
| 28 sierpnia 1899     | 24 lipca 1901        | Johan Gustav Frederik Schnack                     | 1839–1920  |
| 24 lipca 1901        | 14 stycznia 1905     | Vilhelm Herman Oluf Madsen (Venstre)              | 1844–1917  |

## Ministrowie obrony (od 1905)
| Od                   | Do                   | Minister obrony                                  | Lata życia |
| -------------------- | -------------------- | ------------------------------------------------ | ---------- |
| 14 stycznia 1905     | 10 października 1908 | Jens Christian Christensen (Venstre)             | 1856–1930  |
| 12 października 1908 | 16 września 1909     | Niels Thomasius Neergaard (Venstre)              | 1854–1936  |
| 16 września 1909     | 18 października 1909 | Jens Christian Christensen (Venstre)             | 1856–1930  |
| 18 października 1909 | 28 października 1909 | Ludvig Holstein-Ledreborg (Venstre)              | 1839–1912  |
| 28 października 1909 | 5 VII1910            | Christopher Krabbe                               | 1833–1913  |
| 5 lipca 1910         | 21 czerwca 1913      | Klaus Berntsen (Venstre)                         | 1844–1927  |
| 21 czerwca 1913      | 30 marca 1920        | Peter Rochegune Munch (Det Radikale Venstre)     | 1870–1948  |
| 30 marca 1920        | 5 kwietnia 1920      | Henri Konow                                      | 1862–1939  |
| 5 kwietnia 1920      | 5 maja 1920          | Michael Pedersen Friis (bezpartyjny)             | 1857–1944  |
| 5 maja 1920          | 9 października 1922  | Klaus Berntsen (Venstre)                         | 1844–1927  |
| 9 października 1922  | 23 kwietnia 1924     | Søren Brorsen                                    | 1875–1961  |
| 23 kwietnia 1924     | 14 grudnia 1926      | Laust Rasmussen                                  | 1862–1941  |
| 14 grudnia 1926      | 30 kwietnia 1929     | Søren Brorsen                                    | 1875–1961  |
| 30 kwietnia 1929     | 24 listopada 1932    | Laust Rasmussen                                  | 1862–1941  |
| 24 listopada 1932    | 31 maja 1933         | Hans Pieter Hansen                               | 1872–1953  |
| 31 maja 1933         | 4 listopada 1935     | Thorvald Stauning (Socialdemokraterne)           | 1873–1942  |
| 4 listopada 1935     | 8 lipca 1940         | Alsing Emanuel Andersen (Socialdemokraterne)     | 1893–1962  |
| 8 lipca 1940         | 5 maja 1945          | Søren Brorsen                                    | 1875–1961  |
| 5 maja 1945          | 7 listopada 1945     | Ole Bjørn Kraft                                  | 1893–1980  |
| 7 listopada 1945     | 13 listopada 1947    | Harald Petersen                                  | 1893–1970  |
| 13 listopada 1947    | 30 października 1950 | Rasmus Hansen                                    | 1896–1971  |
| 30 października 1950 | 30 września 1953     | Harald Petersen                                  | 1893–1970  |
| 30 września 1953     | 25 maja 1956         | Rasmus Hansen                                    | 1896–1971  |
| 25 maja 1962         | 15 listopada 1962    | Poul Hansen (Socialdemokraterne)                 | 1913–1966  |
| 15 listopada 1962    | 2 lutego 1968        | Victor Gram                                      | 1910–1969  |
| 2 lutego 1968        | 17 marca 1971        | Erik Ninn-Hansen (Konserwatywna Partia Ludowa)   | 1922–      |
| 17 marca 1971        | 11 października 1971 | Knud Østergaard                                  | 1922–1993  |
| 11 października 1973 | 27 września 1973     | Kjeld Olesen (Socialdemokraterne)                | 1932–      |
| 27 września 1973     | 19 grudnia 1973      | Orla Møller                                      | 1916–1979  |
| 19 grudnia 1973      | 13 lutego 1975       | Erling Brøndum                                   | 1930–      |
| 13 lutego 1975       | 1 października 1977  | Orla Møller                                      | 1916–1979  |
| 1 października 1977  | 10 września 1982     | Poul Søgaard                                     | 1923–      |
| 10 września 1982     | 10 września 1987     | Hans Engell (Konserwatywna Partia Ludowa)        | 1948–      |
| 10 września 1987     | 3 czerwca 1988       | Bernt Johan Collet (Konserwatywna Partia Ludowa) | 1941–      |
| 3 czerwca 1988       | 25 stycznia 1993     | Knud Enggaard (Venstre)                          | 1929–      |
| 25 stycznia 1993     | 21 grudnia 2000      | Hans Hækkerup (Socialdemokraterne)               | 1945–      |
| 21 grudnia 200       | 27 listopada 2001    | Jan Trøjborg (Socialdemokraterne)                | 1955–      |
| 27 listopada 2001    | 24 kwietnia 2004     | Svend Aage Jensby (Venstre)                      | 1940–      |
| 24 kwietnia 2004     | 23 lutego 2010       | Søren Gade (Venstre)                             | 1963–      |
| 23 lutego 2010       | 3 października 2010  | Gitte Lillelund Bech (Venstre)                   | 1969–      |
| 3 października 2011  | 9 sierpnia 2013      | Nick Hækkerup (Socialdemokraterne)               | 1968–      |
| 9 sierpnia 2013      | sprawuje urząd       | Nicolai Wammen (Socialdemokraterne)              | 1971–      |